# 四川莎草
四川莎草（学名：Cyperus szechuanensis）为莎草科莎草属的植物，为中国的特有植物。分布在中国大陆的四川等地，目前尚未由人工引种栽培。
其种加词“szechuanensis”意为“四川的”。